# 张若谷 (宋朝)

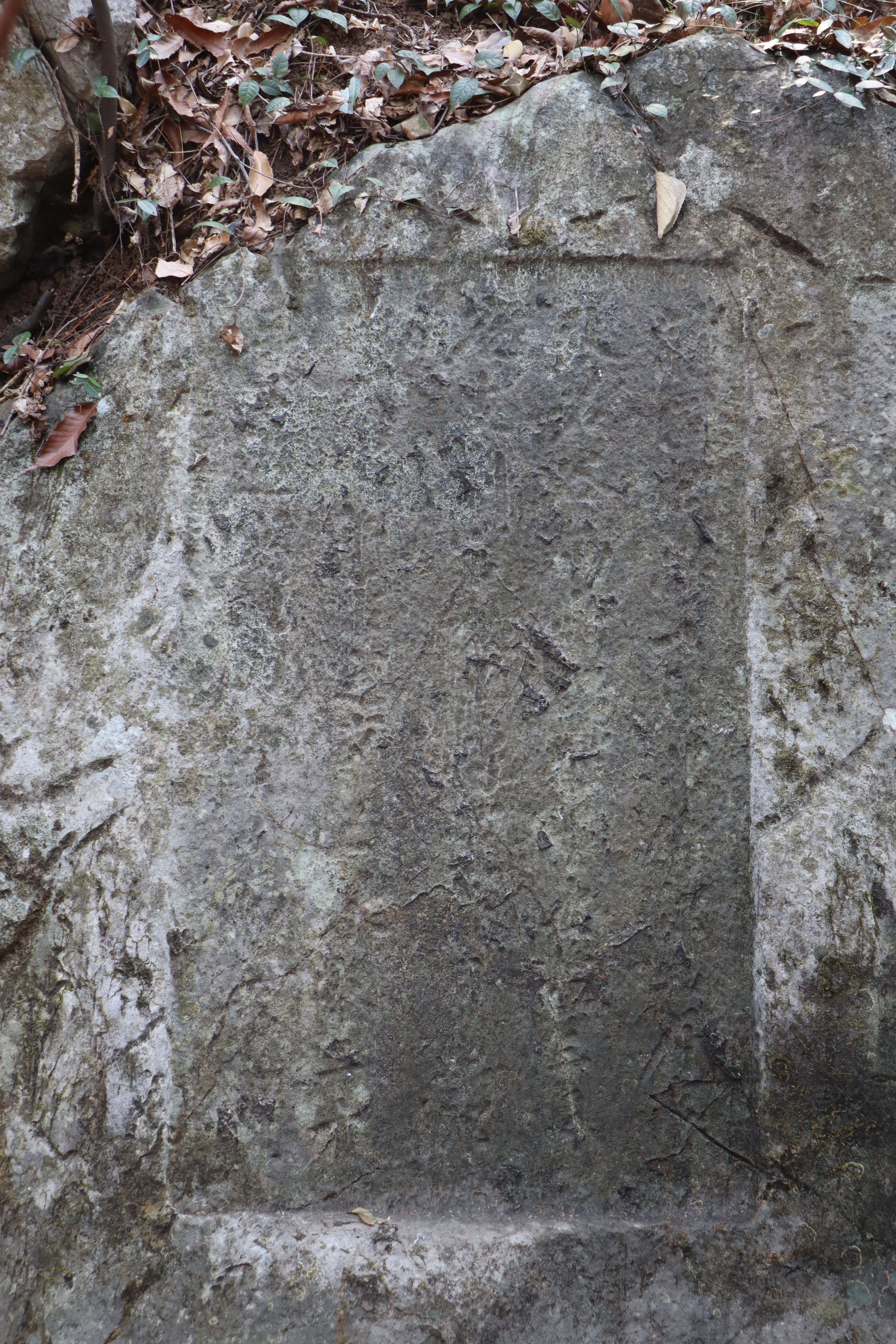
張若谷在杭州任上，于南屏山的題名：龙图阁学士、刑部侍郎、知府事张若谷，两浙路体量安抚、三司度支判官魏兼，转运使、司勋郎中张从革，康定辛巳暮春二十三日游晏此山，尽日而去。

張若谷，字德繇，南劍州沙縣（今屬三明市）人。北宋財政官員。

## 履歷
張若谷淳化三年進士及第。初授巴州軍事推官，民亂期間代理攝州事，率眾守備。調任全州軍事推官。張若谷入朝覲見皇帝，宋真宗認出了他，認可其在巴州守城的功績，特別改任為大理寺丞、知蒙陽縣。景德二年（1005）十月丙戌，鹽鐵判官、秘書丞張若谷受命為正旦使，出使契丹。統和二十三年（1005）十二月丁酉，張若谷到達契丹朝廷。張若谷曾負責廣寧監（在今九江）的鑄幣事務，所鑄錢幣盈餘三十萬緡。擢升為處州知州，歷任江湖淮南益州路轉運、江淮制置發運使。又進入中央，任三司度支、鹽鐵副使，累遷右諫議大夫、知并州。麟州、府州曾以絲綢與蕃人互市馬匹，之前有郡守廢止了該政策，張若谷認為互市有利於中國，便恢復了互市，馬匹收入每年都有增加。
張若谷曾出任益州路轉運使。時寇瑊上奏，要求廢除交子。皇帝命張若谷、薛田商議。二人認為通行交子長久以來便利人民，可以在益州建立專門管理交子流通的“務”，在交子上加蓋本州銅印印記，以防偽造，並取締私造交子。此建議為朝廷採納。景祐三年（1036），朝廷在益州配置了兩名監官。
張若谷提舉諸司庫務，權判大理寺，進樞密直學士，歷知澶州、成德軍、揚州、江寧府，入知審官院，糾察在京刑獄，知通進銀臺司、應天府。改龍圖閣學士，遷為杭州知州。在任時遇上饑荒，張若谷用多餘的糧食煮粥賑災。後權判吏部流內銓、知洪州，官至尚書左丞致仕。此前，張若谷曾被包拯彈劾，包拯認為張若谷“年近八十……未有乞骸之請”，年齡過大，不應繼續任官。